# 2.5G
 2.5G  és un pas entre les tecnologies cel·lulars 2G i 3G. El terme "dos i mig" s'utilitza per descriure els sistemes 2G que han implementat un paquet addicional. No proporciona necessàriament serveis més ràpids perquè l'administració dels timeslots és utilitzat per al circuit de servei de dades (HSCSD).
2.5G proporciona alguns dels beneficis de 3G (p. ex. commutació de paquets) i pot ser utilitzat en les infraestructures existents del 2G a les xarxes GSM i CDMA. GPRS és una tecnologia 2.5G utilitzada pels operadors de GSM. Alguns protocols, com EDGE per a GSM i CDMA2000 1x-RTT per CDMA, es poden qualificar com serveis "3G" (perquè tenen una taxa de transferència de dades per sobre dels 144Kb/s), però es consideren serveis 2.5G (o 2.75G que sona fins i tot més sofisticat) perquè són unes quantes vegades més lents que els "veritables" serveis 3G.